# DDR-Meisterschaften im Eisschnelllaufen 1972
Die DDR-Meisterschaften im Eisschnelllaufen 1972 fanden auf den Einzelstrecken schon im Dezember des Vorjahres statt und wurden im Sportforum Hohenschönhausen in Berlin ausgetragen. Meister im Sprint- und Großen-Mehrkampf wurden in diesem Jahr nicht ermittelt. Die Eisschnellläufer vom SC Dynamo Berlin konnten sieben von acht Strecken für sich entscheiden und waren damit der erfolgreichste Verein bei den Titelkämpfen.

## Meister
| Distanz       | Männer           | Verein           | Frauen             | Verein           |
| ------------- | ---------------- | ---------------- | ------------------ | ---------------- |
| 500 Meter     | Michael Brychcy  | SC Dynamo Berlin | Ruth Budzisch      | SC Dynamo Berlin |
| 1.000 Meter0  |                  |                  | Ruth Budzisch      | SC Dynamo Berlin |
| 1.500 Meter0  | Klaus Wunderlich | TSC Berlin       | Rosemarie Taupadel | SC Dynamo Berlin |
| 3.000 Meter0  |                  |                  | Rosemarie Taupadel | SC Dynamo Berlin |
| 5.000 Meter0  | Gerd Bonke       | SC Dynamo Berlin |                    |                  |
| 10.000 Meter0 | Peter Felski     | SC Dynamo Berlin |                    |                  |

## Einzelstrecken-Meisterschaften

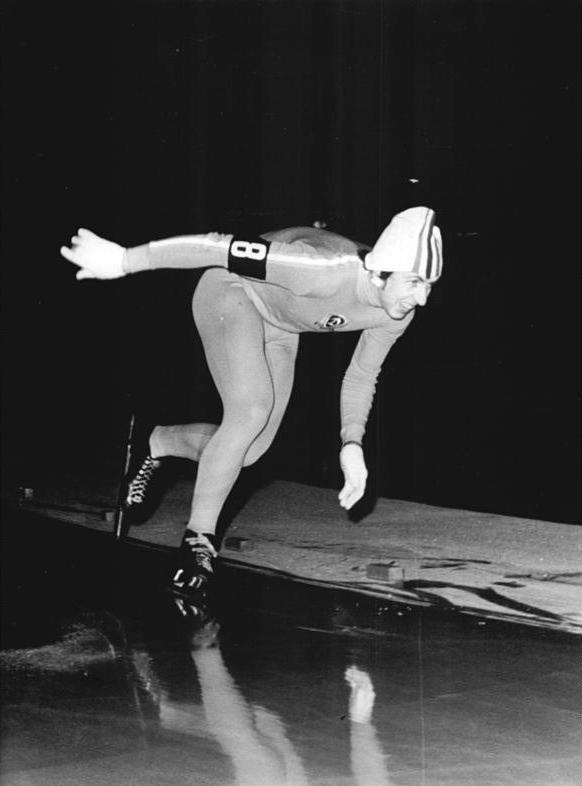
Michael Brychcy gewann den Titel über 500 m

Datum: 27. – 30. Dezember 1971

### Männer

#### 500 Meter
| Pl. | Name             | Verein             | Zeit (s) |
| --- | ---------------- | ------------------ | -------- |
| 1   | Michael Brychcy  | SC Dynamo Berlin   | 41,9     |
| 2   | Klaus Knauer     | SC Einheit Dresden | 42,1     |
| 3   | Jürgen Hanke     | TSC Berlin         | 42,2     |
| 4   | Rainer Klehr     | TSC Berlin         | 42,3     |
| 5   | Klaus Wunderlich | TSC Berlin         | 42,4     |
| 6   | Horst Meinhardt  | SC Dynamo Berlin   | 42,7     |
| 6   | Karl-Heinz Drbal | SC Dynamo Berlin   | 42,7     |
| 6   | Gerd Bonke       | SC Dynamo Berlin   | 42,7     |

#### 1.500 Meter

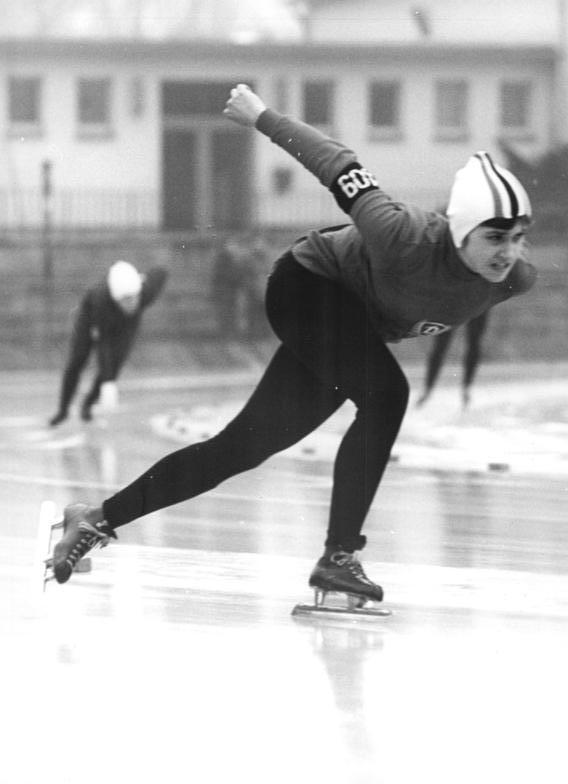
Rosemarie Taupadel hier bei ihrem Sieg über 1.500 m, gewann auch den Titel über 3.000 m.

| Pl. | Name             | Verein             | Zeit (min) |
| --- | ---------------- | ------------------ | ---------- |
| 1   | Klaus Wunderlich | TSC Berlin         | 2:10,6     |
| 2   | Gerd Bonke       | SC Dynamo Berlin   | 2:11,5     |
| 3   | Rainer Klehr     | TSC Berlin         | 2:13,1     |
| 4   | Karl-Heinz Drbal | SC Dynamo Berlin   | 2:13,7     |
| 5   | Manfred Winter   | SC Karl-Marx-Stadt | 2:15,3     |
| 6   | Jürgen Hanke     | TSC Berlin         | 2:16,6     |

#### 5.000 Meter
| Pl. | Name             | Verein             | Zeit (min) |
| --- | ---------------- | ------------------ | ---------- |
| 1   | Gerd Bonke       | SC Dynamo Berlin   | 8:10,5     |
| 2   | Karl-Heinz Drbal | SC Dynamo Berlin   | 8:25,0     |
| 3   | Rainer Klehr     | TSC Berlin         | 8:29,5     |
| 4   | Manfred Winter   | SC Karl-Marx-Stadt | 8:34,9     |
| 5   | Steffen Hofmann  | SC Einheit Dresden | 8:54,5     |
| 6   | Dirk Gerber      | SC Karl-Marx-Stadt | 9:04,9     |

#### 10.000 Meter
| Pl. | Name             | Verein           | Zeit (min) |
| --- | ---------------- | ---------------- | ---------- |
| 1   | Peter Felski     | SC Dynamo Berlin | 18:14,5    |
| 2   | Gerd Bonke       | SC Dynamo Berlin | 18:17,4    |
| 3   | Rainer Klehr     | TSC Berlin       | 18:39,3    |
| 4   | Klaus Wunderlich | TSC Berlin       | 19:22,1    |

### Frauen

#### 500 Meter
| Pl. | Name               | Verein             | Zeit (s) |
| --- | ------------------ | ------------------ | -------- |
| 1   | Ruth Budzisch      | SC Dynamo Berlin   | 44,3     |
| 2   | Rosemarie Taupadel | SC Dynamo Berlin   | 46,9     |
| 3   | Birgit Männel      | SC Karl-Marx-Stadt | 48,3     |
| 4   | Beyer              | TSC Berlin         | 48,6     |
| 5   | Monika Zernicek    | SC Dynamo Berlin   | 48,8     |
| 6   | Petra Heinicke     | SC Dynamo Berlin   | 49,0     |

#### 1.000 Meter
| Pl. | Name               | Verein             | Zeit (min) |
| --- | ------------------ | ------------------ | ---------- |
| 1   | Ruth Budzisch      | SC Dynamo Berlin   | 1:33,2     |
| 2   | Rosemarie Taupadel | SC Dynamo Berlin   | 1:34,8     |
| 3   | Monika Zernicek    | SC Dynamo Berlin   | 1:38,1     |
| 4   | Birgit Männel      | SC Karl-Marx-Stadt | 1:39,1     |
| 5   | Ute Dix            | SC Karl-Marx-Stadt | 1:39,4     |
| 6   | Anke Schmidt       | SC Dynamo Berlin   | 1:39,7     |

#### 1.500 Meter
| Pl. | Name               | Verein             | Zeit (min) |
| --- | ------------------ | ------------------ | ---------- |
| 1   | Rosemarie Taupadel | SC Dynamo Berlin   | 2:31,9     |
| 2   | Ute Dix            | SC Karl-Marx-Stadt | 2:35,0     |
| 3   | Birgit Männel      | SC Karl-Marx-Stadt | 2:35,1     |
| 4   | Anke Schmidt       | SC Dynamo Berlin   | 2:36,1     |
| 5   | Karin Kessow       | SC Dynamo Berlin   | 2:37,4     |
| 6   | Petra Heinicke     | SC Dynamo Berlin   | 2:38,0     |

#### 3.000 Meter
| Pl. | Name               | Verein             | Zeit (min) |
| --- | ------------------ | ------------------ | ---------- |
| 1   | Rosemarie Taupadel | SC Dynamo Berlin   | 5:47,5     |
| 2   | Monika Zernicek    | SC Dynamo Berlin   | 5:53,4     |
| 3   | Anke Schmidt       | SC Dynamo Berlin   | 5:57,3     |
| 4   | Ute Dix            | SC Karl-Marx-Stadt | 6:10,2     |
| 5   | Karin Kessow       | SC Dynamo Berlin   | 6:11,8     |
| 6   | Petra Heinicke     | SC Dynamo Berlin   | 6:13,6     |

## Medaillenspiegel
| Platz | Verein | Verein             | Gold | Silber | Bronze | Total |
| ----- | ------ | ------------------ | ---- | ------ | ------ | ----- |
| 1     |        | SC Dynamo Berlin   | 7    | 6      | 2      | 15    |
| 2     |        | TSC Berlin         | 1    | –      | 4      | 05    |
| 3     |        | SC Karl-Marx-Stadt | –    | 1      | 2      | 03    |
| 4     |        | SC Einheit Dresden | –    | 1      | –      | 01    |
|       | Total  | Total              | 8    | 8      | 8      | 24    |